# 류카
류카(일본어: 琉歌)란 일본 오키나와섬 및 주변의 아마미 제도, 미야코 제도, 야에시마 제도 등에 전해 내려오는 시가의 하나로, 정형시, 서정시에 속한다. 류카에는 오키나와어가 사용된다. 단, 아마미 제도의 민요는 별도로 시마우타(島唄)라고 부르며, 류카라는 명칭이 일반적이지 않다.

## 류카의 형식
8음을 중심으로, 5-6-7음을 표준으로 한다. 기본적으로 산파치로쿠(일본어로 3,8,6)라고 하여, 8-8-8-6조를 기본으로 한다.